# Opel Vectra
L'Opel Vectra è un'automobile di fascia medio-alta (segmento D), prodotta in tre generazioni dal 1988 al 2008 dalla casa automobilistica tedesca Opel.

## Genesi ed evoluzione
Nell'autunno 1984 la Casa di Rüsselsheim cominciò a lavorare al progetto J-2400, dal quale sarebbe scaturita la sostituta della Ascona, oramai giunta alla sua terza generazione. Il modello, oltre a proporre nuovi contenuti, doveva apparire molto più moderno nella linea, adeguandosi alla tendenza di quegli anni di curare in modo particolare l'aerodinamica, strada già seguita da Opel con la Kadett E del 1984 e l'Omega del 1986. Sotto la guida dell'allora progettista capo Wayne Cherry, i lavori cominciarono: il team di designer diretto da Ehrard Schnell lavorò sodo per questo progetto, alle linee esterne pensò Wayne Cherry, mentre all'aerodinamica pensarono i designer H. Berneburg e J. Schulze. Va detto che la futura berlina media di casa Opel fu la prima vettura del marchio di Rüsselsheim a utilizzare il CAD e ciò aiutò molto nei compiti di tracciamento delle linee della vettura e nella loro ottimizzazione aerodinamica. Il nome Vectra venne deciso otto mesi prima della presentazione, che avvenne nel settembre 1988. La nuova denominazione fu voluta per sottolineare il salto evolutivo rispetto all'ultima Ascona.

## Vectra A

### Design esterno e interno
Conformemente a quanto pianificato in fase di progettazione, la Vectra A fu offerta unicamente in configurazione berlina, ma con la possibilità di scegliere tra la carrozzeria a quattro porte e quella a cinque porte con portellone posteriore. Quest'ultima però non propose più una carrozzeria a due volumi, come fu a suo tempo per l'Ascona, ma un nuovo corpo vettura a due volumi e mezzo. Tuttavia quest'ultima configurazione fu resa disponibile al pubblico solo alcuni mesi dopo il lancio.
La nuova berlina media di casa Opel fu disegnata e perfezionata al computer tenendo ben presenti le pressanti esigenze in tema di aerodinamica: già nel 1986 il lancio dell'ammiraglia Omega mise in evidenza un mutato e più attento orientamento della casa tedesca verso l'aerodinamica. La Vectra fu un'ulteriore dimostrazione dell'impegno dei designer Opel verso questo importante aspetto, sempre meno trascurabile durante la progettazione di un'auto e che alla Opel avrebbe raggiunto il suo culmine con il lancio della Calibra, versione coupé della stessa Vectra A. E così, la ricerca aerodinamica portò a un Cx di 0,29, un risultato ottenuto grazie alle superfici levigate e meno spigolose che non sulla Ascona C. Un risultato che pose la Vectra A all'altezza della migliore concorrenza, rappresentata allora dall'Audi 80, dalla Peugeot 405 e dalla Renault 21. E così, la nuova berlina di casa Opel si presentò in generale con linee assai pulite e con un frontale dal profilo curvilineo, quasi coincidente con un quarto di circonferenza, costituito da una fanaleria anteriore rettangolare e a sviluppo orizzontale, e con una calandra a due listelli orizzontali. La fiancata si presentava con linee sobrie, con una linea di cintura leggermente inclinata in avanti e con superfici vetrate laterali abbastanza generose che prevedevano fra l'altro la presenza di un terzo finestrino posteriore. La coda era a gruppi ottici quadrangolari dagli spigoli arrotondati, uniti fra loro da una fascia in plastica grezza che attraversava tutto lo specchio di coda.
L'abitacolo della Vectra A era molto moderno per l'epoca e propose linee tondeggianti che in altri modelli concorrenti si sarebbero visti solo nel decennio successivo. Tale aspetto era visibile ad esempio nel cruscotto, coperto da una palpebra arrotondata e avvolgente e la cui strumentazione metteva innanzitutto in risalto il tachimetro al centro, affiancato dal contagiri a sinistra e da un cluster sulla destra, comprendente gli indicatori della temperatura dell'acqua e del livello del carburante. Nel complesso l'abitabilità era buona, grazie soprattutto al passo, cresciuto di 26 mm, anche se in generale la Vectra A crebbe in tutte le sue misure caratteristiche rispetto all'ultima generazione della Ascona.

### Meccanica e motori
La Vectra A nacque su di un pianale frutto dell'evoluzione della piattaforma globale GM già utilizzata per la Ascona C, ma con un interasse allungato di 26 mm. Il comparto sospensivo prevedeva un avantreno di tipo MacPherson con barra antirollio. Sempre l'avantreno era montato, assieme ai principali organi meccanici (motore, trasmissione e sterzo), su un telaietto ausiliario. Il retrotreno era invece a ruote interconnesse con bracci longitudinali: la barra antirollio posteriore era prevista solo nelle versioni più potenti. Su entrambi gli assi erano previste molle elicoidali e ammortizzatori idraulici telescopici. L'impianto frenante prevedeva dischi pieni all'avantreno e tamburi al retrotreno per le versioni meno potenti, mentre le versioni più potenti erano equipaggiate con dischi autoventilanti davanti e dischi pieni dietro. Lo sterzo era a cremagliera, ma le versioni di punta prevedevano anche il bloccasterzo e la servoassistenza.
Al suo esordio la Vectra A era prevista nelle seguenti motorizzazioni:
- 1.4: motore 14NV da 1389 cm³ alimentato a carburatore e in grado di erogare una potenza massima di 75 CV;
- 1.6: motore 16SV da 1598 cm³ alimentato a carburatore e in grado di erogare una potenza massima di 82 CV;
- 1.6i: motore C16NZ da 1598 cm³, alimentato a iniezione elettronica indiretta e con potenza massima di 75 CV;
- 1.8: motore 18SV da 1796 cm³, alimentato a carburatore e con potenza massima di 90 CV;
- 2.0i: motore da 1998 cm³ alimentato a iniezione elettronica indiretta e disponibile in tre livelli di potenza massima, vale a dire 101 CV (C20NEF), 115 CV (C20NE) e 129 CV (20SEH);
- 1.7 D: motore Diesel aspirato 17D da 1700 cm³ con potenza massima di 57 CV;
- 1.7 TD: motore turbodiesel TC4EE1 da 1686 cm³ con potenza massima di 82 CV.

In alcuni mercati esteri era disponibile anche un motore da 1389 cm³ da 75 CV al posto del 1.6 a iniezione di pari potenza. La trazione era generalmente sulle ruote anteriori, ma il 2 litri nelle varianti da 115 e 129 CV era abbinabile anche alla trazione integrale. Per quanto riguarda il resto della meccanica, il cambio era a 5 marce su tutta la gamma, ma su alcune versioni era possibile avere a richiesta un cambio automatico a 4 rapporti.

### Allestimenti e dotazioni
La Vectra A era inizialmente disponibile in 4 allestimenti: GL, GLS, CD e GT.
Nella versione base GL la dotazione di serie era assai ridotta. Nella GLS invece la dotazione di serie era più ampia e prevedeva interni in velluto, cristalli atermici, vetri elettrici anteriori, chiusura centralizzata per portiere, baule e sportellino carburante, contagiri, spia della riserva, sedile guida regolabile in altezza, poggiatesta posteriori, sedile/schienale posteriore frazionato, bracciolo centrale posteriore con botola di collegamento col bagagliaio per il carico di oggetti lunghi, cinture anteriori e posteriori regolabili in altezza, antifurto meccanico (blocco delle serrature delle portiere, azionabile dalla porta del conducente), fendinebbia, paraurti in tinta con filetto cromato, luci di lettura anteriori, plafoniera a spegnimento ritardato, alette parasole con specchietto schermabile e illuminato, portamonete, accendisigari illuminato, reostato per l'illuminazione del quadro.
Sulla GT e sulla CD era disponibile, a richiesta, il check control (sei spie per i livelli di olio, liquido lavavetro e refrigerante motore, usura pastiglie freni, anomalia luci di coda/anabbaglianti, anomalia luci dei freni).

### Evoluzione della gamma

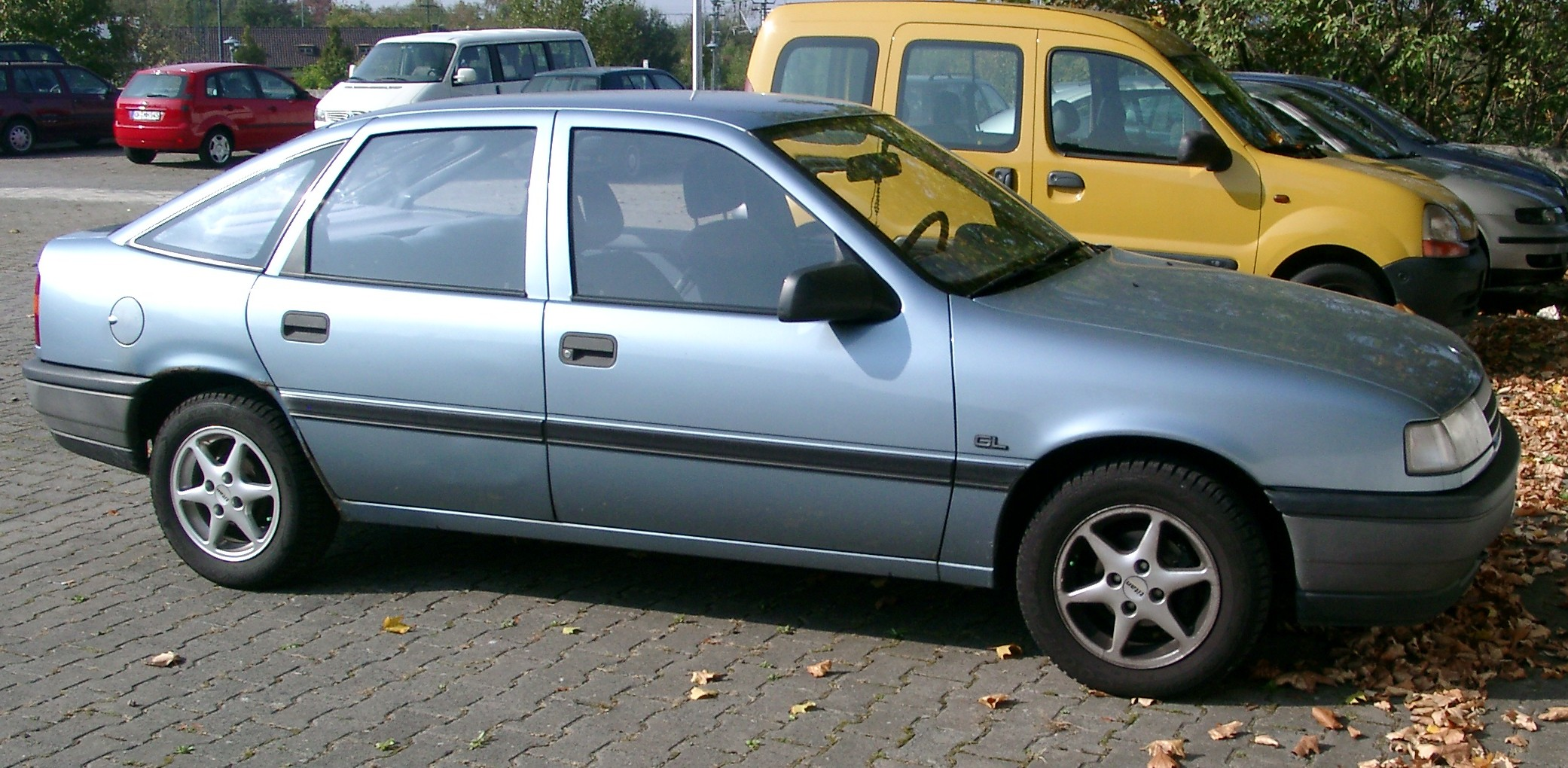
Una Vectra A con carrozzeria a due volumi e mezzo

Il primo passo evolutivo nella gamma della Vectra A si ebbe nel marzo del 1989, quando venne introdotta la versione a due volumi e mezzo, chiamata a raccogliere il testimone della precedente Ascona C a due volumi. Le motorizzazioni erano pressappoco le stesse della berlina classica. Sempre nel 1989, ma ad agosto, vi fu l'arrivo della Vectra 2000, equipaggiata con il primo motore bialbero presente in questa gamma, un 2 litri basato sulle equivalenti unità monoalbero di pari cilindrata e con potenza massima di 150 CV. Anche questa motorizzazione fu abbinabile alla trazione integrale. Vale la pena spendere alcune parole in più su questo sistema di trazione integrale. Tale sistema venne progettato e sviluppato in collaborazione con la Steyr-Daimler-Puch, azienda austriaca specializzata proprio nel settore delle quattro ruote motrici. Inoltre, le Vectra A 4x4 non differivano dalle altre Vectra A solo per la trazione integrale, ma anche per il retrotreno specifico, non più a ruote interconnesse, ma a ruote indipendenti con bracci obliqui. Per quanto riguardava le altre novità alla gamma occorse durante il 1989, vale la pena ancora ricordare che sempre nell'estate di quell'anno venne tolto di produzione il 2 litri di base da 101 CV. All'inizio del 1990 il 1.8 a carburatore venne sostituito da un 1.8 a iniezione provvisto di marmitta catalitica e in grado anch'esso di erogare 90 CV di potenza massima. Nel giro di pochi mesi, anche quest'ultima motorizzazione divenne abbinabile alla trazione integrale. Nell'agosto 1991, invece, il servosterzo e l'ABS divennero di serie su tutta la gamma.

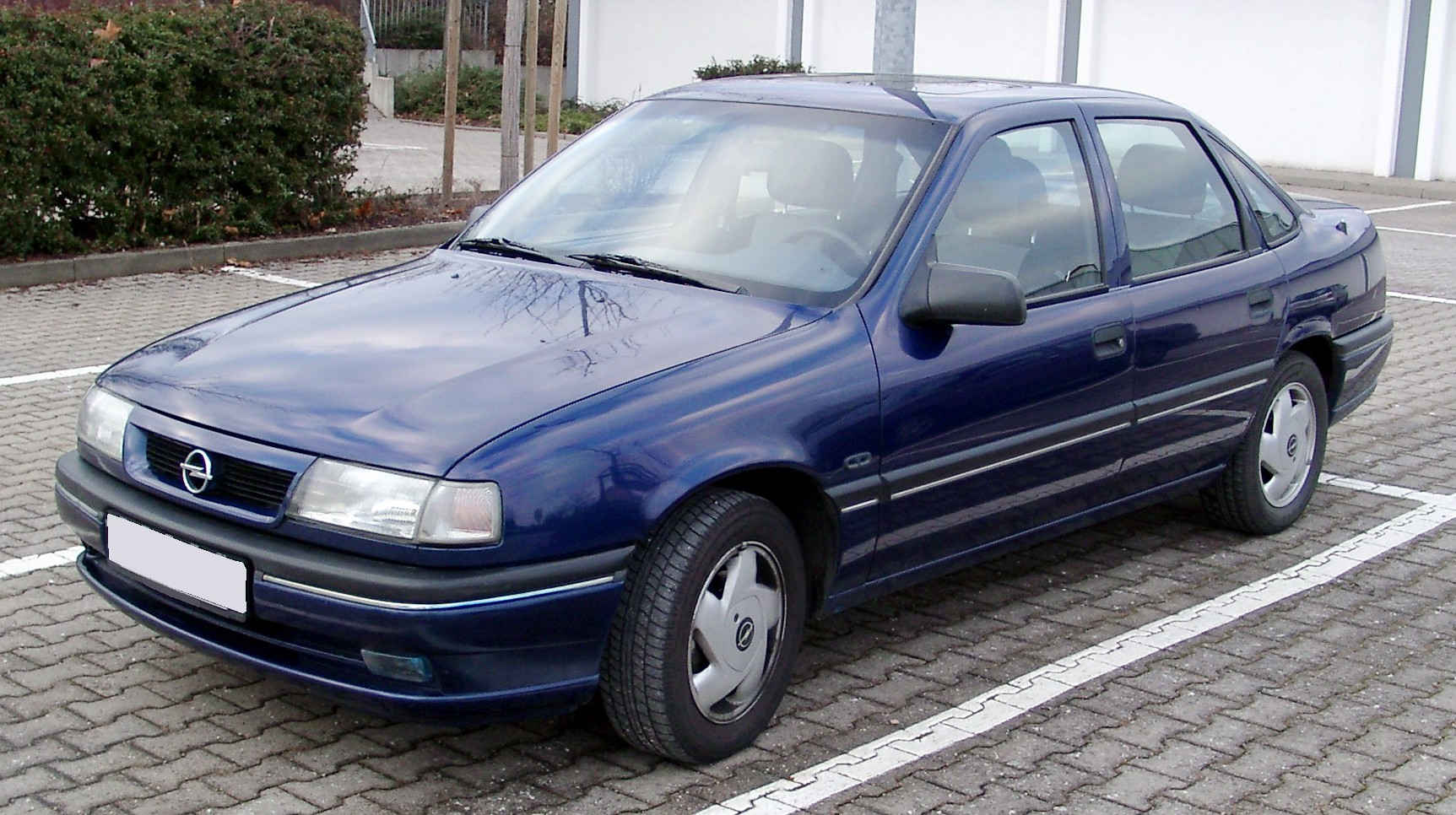
Una Vectra A post-restyling

Nel settembre del 1992 fu la volta del restyling di mezza età, un restyling piuttosto leggero anche se facilmente riconoscibile. Venne introdotta una sfaccettatura sui fari anteriori e ridisegnata la calandra, che riprese la forma allargata di quella presente sulla Vectra 2000 del 1989: a quel punto divenne pertanto in tinta e senza listelli orizzontali e il marchio Opel fu spostato dal cofano all'interno della calandra. Fu introdotto il marchio anche sulla coda e, nelle versioni più lussuose, una fascia rifrangente abbinata al colore dei fanali posteriori, che ne riprese il motivo sui bordi del portellone posteriore. Negli interni invece cambiò la sola forma del volante, che ora come optional poté essere dotato di airbag. Per quanto riguarda la gamma motori, con l'imminente avvento del catalizzatore obbligatorio, fu soppressa la motorizzazione 1.4 litri, nei mercati in cui era prevista, sostituita dalla versione 1.6 litri a iniezione con marmitta catalitica già previsto in altri mercati e con potenza di 75 CV. Nello stesso anno, a settembre, fu lanciata la versione di punta Turbo 4x4, dotata anch'essa di trazione integrale ed equipaggiata con un motore bialbero da 2 litri alimentato a iniezione elettronica e sovralimentato mediante turbocompressore. Tale motore era in grado di erogare una potenza massima di 204 CV. Altri aggiornamenti tecnici riguardarono l'impianto frenante, che divenne a dischi autoventilanti su tutta la gamma.
Nel marzo 1993 fu introdotta una motorizzazione da 2,5 litri V6 a benzina, che assieme alla versione Turbo costituì il top di gamma. Fu l'unico motore non a 4 cilindri montato di serie sulla Vectra A e arrivava a erogare una potenza massima di 170 CV. Sei mesi dopo vi fu una rivisitazione della versione 1.6 litri a iniezione catalitico, la cui potenza massima scese da 75 a 71 CV. Nel marzo 1994 fu introdotta la versione CDX, proposta sia a quattro sia a cinque porte, che montava anche il nuovo 2 litri Ecotec da 136 CV. Tale versione, benché meno potente, andò di fatto a sostituire il 2 litri bialbero da 150 CV nella gamma della Vectra A. Contemporaneamente, il Diesel aspirato venne leggermente rivisitato e vide un leggero aumento delle proprie prestazioni, arrivando così a erogare 60 CV di potenza massima.
Nel luglio 1995 la Vectra A fu tolta di produzione per fare spazio alla seconda generazione, la Vectra B. In totale furono oltre 2 milioni gli esemplari di Vectra A prodotti. La produzione include anche i 108 985 esemplari prodotti di Vauxhall Cavalier, ossia il modello destinato al Regno Unito.

### Tabella riepilogativa
| Opel Vectra A (1988-95) |        |            |                                                                  |                |                |           |                     |                    |              |                     |                    |                    |
| Modello                 | Motore | Cilindrata | Alimentazione                                                    | Potenza CV/rpm | Coppia Nm/rpm  | Trazione  | Cambio/ N° rapporti | Massa a vuoto (kg) | Velocità max | Acceler. 0–100 km/h | Consumo (L/100 km) | Anni di produzione |
| Versioni a benzina      |        |            |                                                                  |                |                |           |                     |                    |              |                     |                    |                    |
| 1.4                     | 14NV   | 1389       | Carburatore                                                      | 75/5600        | 108/3000       | Anteriore | Manuale 5 marce     | 982                | 176          | 14"5                | 6,3                | 09/1988-06/1992    |
| 1.6                     | 16NV   | 1598       | Carburatore                                                      | 82/5200        | 130/2600       | Anteriore | Manuale 5 marce     | 1.005              | 178          | -                   | 6,4                | 09/1988-07/1990    |
| 1.6i                    | E16NZ  | 1598       | Iniezione elettronica indiretta                                  | 75/5200        | 127/2600       | Anteriore | Manuale 5 marce     | 1.005              | 176          | 14"                 | 6,6                | 09/1988-12/1988    |
| 1.6i Kat                | C16NZ  | 1598       | Iniezione elettronica indiretta                                  | 75/5200        | 125/2600       | Anteriore | Manuale 5 marce     | 1.005              | 176          | 14"                 | 7                  | 09/1988-07/1993    |
| 1.6i Kat                | X16SZ  | 1598       | Iniezione elettronica indiretta                                  | 71/5000        | 128/2800       | Anteriore | Manuale 5 marce     | 1.060              | 176          | 14"5                | 6,4                | 09/1993-07/1995    |
| 1.8                     | 18SV   | 1796       | Carburatore                                                      | 90/5400        | 148/2800       | Anteriore | Manuale 5 marce     | 1.050              | 183          | 12"5                | 6,9                | 09/1988-07/1989    |
| 1.8                     | E18NVR | 1796       | Carburatore                                                      | 88/5400        | 143/2800       | Anteriore | Manuale 5 marce     | 1.050              | 182          | 12"5                | 7,1                | 09/1988-07/1989    |
| 1.8 4x4                 | E18NVR | 1796       | Carburatore                                                      | 88/5400        | 143/2800       | Integrale | Manuale 5 marce     | 1.145              | 173          | 14"                 | 8,2                | 09/1988-07/1989    |
| 1.8i                    | C18NZ  | 1796       | Iniezione elettronica indiretta                                  | 90/5400        | 145/3000       | Anteriore | Manuale 5 marce     | 1.075              | 183          | 12"5                | 7,6                | 09/1988-07/1995    |
| 1.8i 4x4                | C18NZ  | 1796       | Iniezione elettronica indiretta                                  | 90/5400        | 145/3000       | Integrale | Manuale 5 marce     | 1.170              | -            | -                   | -                  | 08/1990-07/1995    |
| 2.0i                    | C20NEF | 1998       | Iniezione elettronica indiretta                                  | 101/5200       | 158/2600       | Anteriore | Manuale 5 marce     | 1.085              | -            | -                   | -                  | 09/1988-07/1989    |
| 2.0i                    | 20NE   | 1998       | Iniezione elettronica indiretta                                  | 115/5200       | 175/2600       | Anteriore | Manuale 5 marce     | 1.085              | 198          | 10"5                | 7,7                | 09/1988-07/1989    |
| 2.0i                    | 20SEH  | 1998       | Iniezione elettronica indiretta                                  | 129/5600       | 180/4600       | Anteriore | Manuale 5 marce     | 1.120              | 206          | 9"5                 | 7,4                | 09/1988-07/1989    |
| 2.0i Kat                | 20NE   | 1998       | Iniezione elettronica indiretta                                  | 115/5200       | 175/2600       | Anteriore | Manuale 5 marce     | 1.100              | 198          | 10"5                | 7,7                | 09/1988-07/1995    |
| 2.0i 4x4 Kat            | C20NE  | 1998       | Iniezione elettronica indiretta                                  | 115/5200       | 170/2600       | Integrale | Manuale 5 marce     | 1.210              | 192          | 11"                 | 9,2                | 09/1988-07/1995    |
| 2.0i 4x4                | 20SEH  | 1998       | Iniezione elettronica indiretta                                  | 129/5600       | 180/4600       | Integrale | Manuale 5 marce     | 1.210              | 197          | 10"                 | 8,9                | 09/1988-07/1989    |
| 2.0i 16v                | 20XEJ  | 1998       | Iniezione elettronica indiretta                                  | 150/6000       | 196/4800       | Anteriore | Manuale 5 marce     | 1.215              | 217          | 8"5                 | 9                  | 09/1988-07/1989    |
| 2.0i 16v Kat            | C20XE  | 1998       | Iniezione elettronica indiretta                                  | 150/6000       | 196/4800       | Anteriore | Manuale 5 marce     | 1.225              | 220          | 8"5                 | 7,9                | 09/1988-02/1994    |
| 2.0i 16v Kat            | X20XEV | 1998       | Iniezione elettronica indiretta                                  | 136/5600       | 185/4000       | Anteriore | Manuale 5 marce     | 1.200              | 210          | 9"5                 | 7,3                | 03/1994-07/1995    |
| 2.0i 16v 4x4 Kat        | C20XE  | 1998       | Iniezione elettronica indiretta                                  | 150/6000       | 196/4800       | Integrale | Manuale 5 marce     | 1.310              | 208          | 9"5                 | 8,9                | 09/1988-02/1994    |
| 2.0i 16v 4x4 Kat        | X20XEV | 1998       | Iniezione elettronica indiretta                                  | 136/5600       | 185/4000       | Integrale | Manuale 5 marce     | 1.300              | 204          | 10"5                | 8,3                | 03/1994-07/1995    |
| 2.0i 16v Turbo 4x4      | C20LET | 1998       | Iniezione elettronica indiretta + turbocompressore e intercooler | 204/5600       | 280/2400       | Integrale | Manuale 5 marce     | 1.365              | 240          | 6"8                 | 11                 | 09/1992-07/1994    |
| 2.5i V6                 | C25XE  | 2498       | Iniezione elettronica indiretta                                  | 170/6000       | 227/4200       | Anteriore | Manuale 5 marce     | 1.245              | 233          | 7"8                 | 10,5               | 03/1993-07/1995    |
| Versioni a gasolio      |        |            |                                                                  |                |                |           |                     |                    |              |                     |                    |                    |
| 1.7 D                   | 17D    | 1700       | Diesel aspirato, iniezione indiretta                             | 57/4600        | 105/ 2400-2600 | Anteriore | Manuale 5 marce     | 1.070              | 152          | 20"                 | 5,7                | 09/1988-07/1992    |
| 1.7 D                   | 17DR   | 1700       | Diesel aspirato, iniezione indiretta                             | 60/4600        | 105/ 2400-2600 | Anteriore | Manuale 5 marce     | 1.135              | 152          | 20"5                | 5,7                | 03/1994-07/1995    |
| 1.7 TD                  | TC4EE1 | 1686       | Turbodiesel iniezione indiretta                                  | 82/4400        | 168/2400       | Anteriore | Manuale 5 marce     | 1.160              | 176          | 14"5                | 5,9                | 09/1988-07/1995    |

## Vectra B

### Esordio
La seconda generazione della Vectra viene anche denominata Vectra B: i suoi primi disegni quasi definitivi vennero diffusi dalla casa tedesca nei primissimi mesi del 1995. La Vectra B fu il frutto dello sviluppo del progetto T 3000, avviato all'inizio degli anni 1990  e la sua produzione cominciò nell'agosto del 1995. La presentazione ufficiale al pubblico si ebbe però a settembre, in occasione del Salone di Francoforte. Le prime consegne ebbero luogo invece il mese seguente.

### Design esterno e interno
Sebbene in generale mantenesse un'impostazione stilistica simile a quella della precedente Vectra, la nuova generazione della berlina media di casa Opel fu in realtà basata su di un progetto totalmente nuovo e che prevedeva novità ovunque, sia sul piano stilistico sia su quello tecnico. Stilisticamente, la Vectra B si propose con un corpo vettura dalle linee più arrotondate e ancora più levigate che in precedenza, in modo da migliorare ulteriormente il Cx, che in questo caso scese effettivamente a 0,28. Contribuirono a tale risultato, oltre alle linee generali più arrotondate, anche particolari come gli specchietti retrovisori carenati e accordati con le nervature del cofano motore che partivano dalla calandra. Quest'ultima, assieme ai gruppi ottici anteriori, presentava un nuovo disegno, più moderno. Rinnovato anche il paraurti anteriore, che venne dotato di una sottile presa d'aria centrale. Nel complesso il frontale appariva più basso e anche leggermente più aggressivo. Il tema delle linee arrotondate, che a metà degli anni 1990 era al suo culmine presso quasi tutti i costruttori, veniva anche qui ripreso e interpretato per attualizzare le linee di una vettura già di successo come la Vectra A, ma senza stravolgerne i caratteri essenziali e neppure l'eleganza, che anzi finì per essere accentuata in questa seconda generazione. E così, ecco che la vista laterale permetteva di percepire un leggero allungamento del passo (4 centimetri), che passò così a 2,64 metri di lunghezza. Oltre a ciò, altre caratteristiche stilistiche vennero rimodellate, come il disegno dei passaruota posteriori, ora decisamente arrotondato, così come più tondeggiante appariva la sagoma delle superfici vetrate laterali, ancora con terzo finestrino posteriore indipendentemente dal tipo di carrozzeria scelto. Infatti, la Vectra B fu prevista fin dall'esordio anche come berlina a due volumi e mezzo, per cui il cliente ebbe fin da subito la possibilità di scegliere fra le due varianti di carrozzeria. Per entrambe le varianti, la lunghezza era stavolta identica alla tre volumi (in precedenza sia l'Ascona C sia la Vectra A a cinque porte erano qualche centimetro più corte delle versioni a tre volumi). Per concludere, la coda venne anch'essa reinterpretata in chiave più moderna, con gruppi ottici vagamente dalla forma a quarto di circonferenza e tagliati a metà dalle plastiche bianche delle luci di retromarcia.
L'abitacolo della Vectra B risultò più spazioso rispetto a prima e ben di più di quanto il semplice allungamento del passo possa far supporre. Infatti, a contribuire a tale livello di abitabilità furono anche altre soluzioni, come ad esempio l'altezza maggiore di 2,5 cm, ma soprattutto l'avanzamento del parabrezza di circa 10 cm. Stilisticamente simile alla generazione precedente era il gruppo plancia-cruscotto-console, anche se le differenze in realtà erano comunque piuttosto visibili, a partire dalla palpebra del cruscotto, molto meno arcuata e dal disegno meno avvolgente. Invariata invece la disposizione della strumentazione, il cui schema veniva in effetti ripreso da quello della Vectra A. Altre differenze stavano nel volante a quattro razze anziché tre, nel nuovo disegno della console centrale, ora più moderno, e nelle bocchette di aerazione a sviluppo verticale anziché orizzontale.

### Allestimenti e dotazioni
Gli allestimenti previsti per la Vectra B al suo esordio erano tre: Class era l'allestimento di base, che prevedeva una dotazione più semplificata ma improntata soprattutto alla sicurezza. Erano quindi di serie l'ABS, l'airbag lato guida e la chiusura centralizzata. Ma soprattutto, già a partire dall'allestimento base era previsto il sistema PRS, un dispositivo di sicurezza che sgancia la pedaliera dalla sua sede in caso di urto frontale, in modo da evitare lesioni agli arti inferiori del conducente. Il secondo livello di allestimento era denominato CD e prevedeva di serie anche il climatizzatore manuale, l'autoradio con comandi al volante e il controllo di trazione. L'allestimento di punta portava invece la sigla CDX e prevedeva, oltre a quanto già previsto per gli allestimenti inferiori, anche gli interni in pelle, i cerchi in lega, il cruise control e il computer di bordo.

### Struttura, meccanica e motori

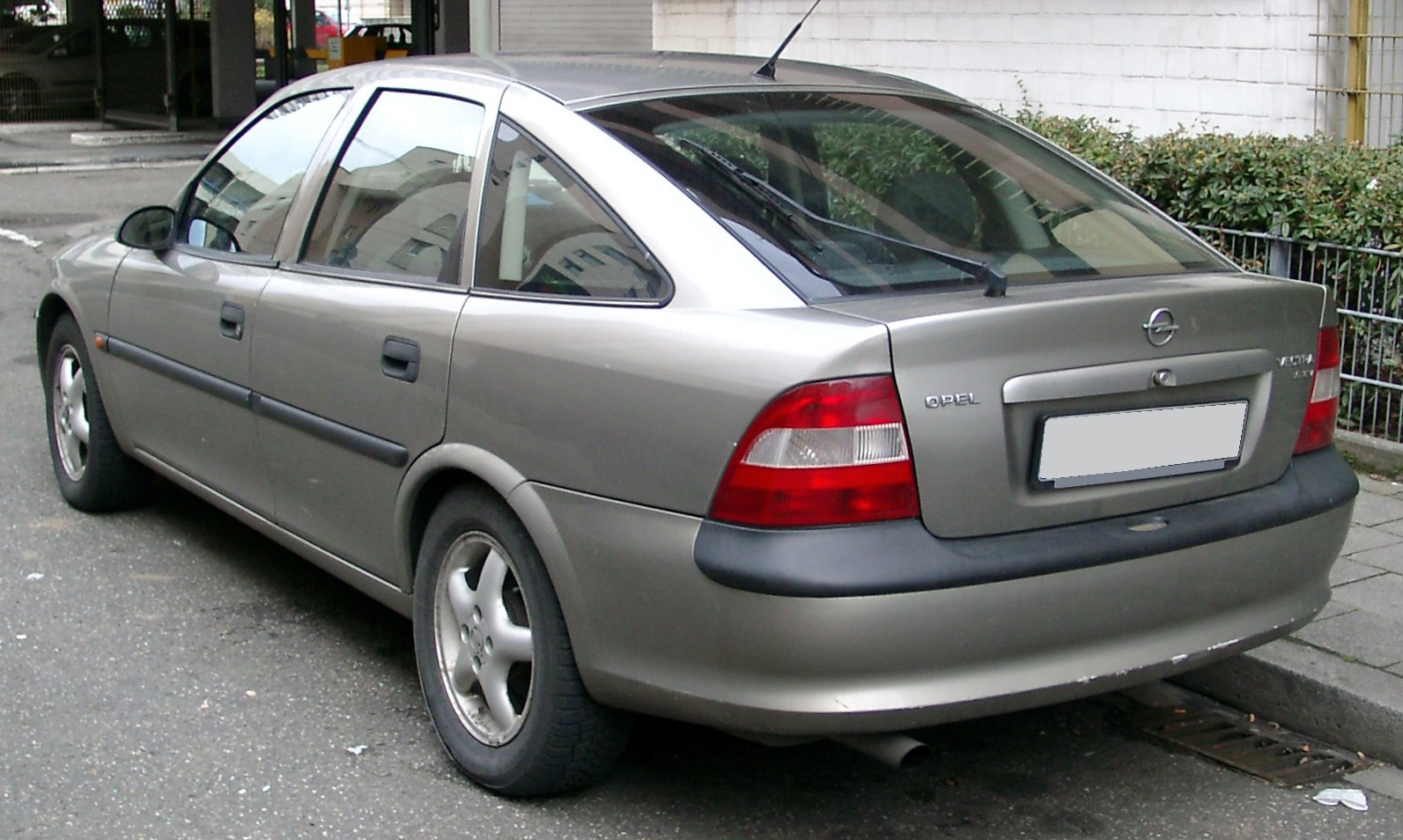
Una Vectra B a cinque porte

La scocca in acciaio della Vectra B venne notevolmente irrigidita e rinforzata rispetto a quanto fatto nel modello precedente, in maniera tale da aumentarne le doti di sicurezza passiva. Le portiere, in particolare, vennero dotate di barre antintrusione per salvaguardare gli occupanti in caso di urto laterale.
La meccanica telaistica prevedeva sospensioni rinnovate su entrambi gli assi, non tanto all'avantreno, dove comunque la soluzione MacPherson subì comunque sostanziosi aggiornamenti, quanto al retrotreno, dove lo schema a ruote interconnesse lasciò il posto a una più raffinata soluzione multilink con bracci longitudinali e biellette trasversali. In ogni caso le sospensioni, e in particolare gli ammortizzatori, furono soggette a nuove tarature allo scopo di innalzare il livello di comfort a bordo. Le stesse geometrie sospensive vennero profondamente riviste. Venne evoluto anche l'impianto frenante, che divenne a quattro dischi, e in particolare a dischi anteriori autoventilanti, su tutta la gamma.
Al suo esordio, la Vectra B fu prevista nelle seguenti motorizzazioni:
- 1.6i: motore monoalbero previsto solo in alcuni mercati, con cilindrata di 1598 cm³ e con potenza massima di 75 CV. In alcuni mercati in cui non vigevano le leggi relative all'obbligo del catalizzatore, questo motore venne proposto privo di marmitta catalitica;
- 1.6 16v: motore bialbero da 1598 cm³ e con potenza massima di 100 CV;
- 1.8 16v: motore bialbero da 1799 cm³ e con potenza massima di 115 CV;
- 2.0i: motore monoalbero da 1998 cm³ e con potenza massima di 112 CV;
- 2.0 16v: motore bialbero da 1998 cm³ e con potenza massima di 136 CV;
- 2.5 V6 24v: motore V6 bialbero da 2498 cm³ e con potenza massima di 170 CV;
- 1.7 TD: motore turbodiesel da 1686 cm³ e con potenza massima di 82 CV.

Quasi tutti i motori a benzina dell'esordio furono quindi bialbero, a parte il 1.6 da 75 CV e alcuni motori destinati a mercati esteri. La Vectra B fu proposta unicamente a trazione anteriore: in questa generazione non vennero previste versioni a quattro ruote motrici. Una sola scelta anche per quanto riguarda il cambio previsto di serie, che rimase sempre di tipo manuale a 5 marce.

### Carriera commerciale dellaVectra B

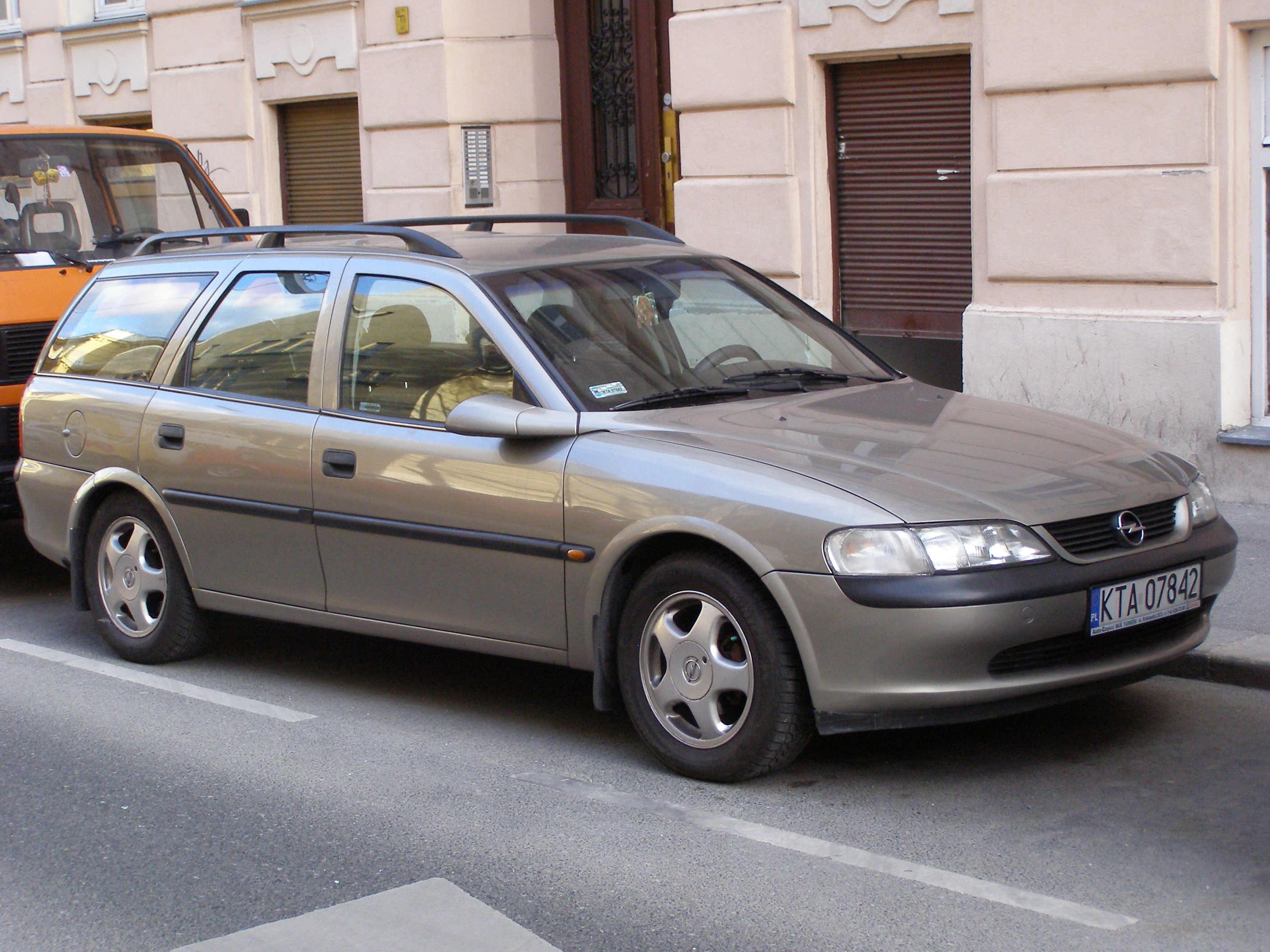
Una Vectra Caravan, versione station wagon della Vectra B

Il primo grosso aggiornamento nella gamma della Vectra B si ebbe nel settembre del 1996, quando venne presentata la Vectra Caravan, o anche Vectra SW a seconda dei mercati. Con questo modello, la casa di Rüsselsheim rientrò nel settore delle station wagon di fascia media dopo un'assenza di oltre vent'anni (l'ultima giardinetta Opel di questo segmento fu la Ascona A Caravan, uscita di produzione nel 1975). La Vectra Caravan era caratterizzata dall'ovvio sviluppo della parte posteriore, che aveva una capacità di 460 litri con lo schienale posteriore in posizione eretta, ma che poteva essere ampliato a ben 1 490 litri se si rimuoveva il divano. La soglia di carico era a 566 mm da terra per limitare la fatica di chi avrebbe eventualmente dovuto caricare bagagli pesanti o ingombranti. Sempre nel 1996 fu introdotta la versione 2.0 DI, equipaggiata di un nuovo propulsore turbodiesel da 2 litri, a iniezione diretta e quattro valvole per cilindro, con 82 CV di potenza. Come conseguenza, nel corso del 1997 ed entro la fine dello stesso anno, la motorizzazione 1.7 TD di pari potenza, ormai tecnologicamente datata, fu gradualmente cancellata. Sempre nel 1997, ma ad agosto, il 2 litri Diesel venne proposto anche con intercooler, il che diede la possibilità di farne lievitare la potenza massima a 101 CV. Questo motore andò a equipaggiare la Vectra 2.0 DTI (la lettera T quindi non indicava la presenza del turbocompressore, che in effetti era presente anche nella versione meno potente, ma dello scambiatore di calore).

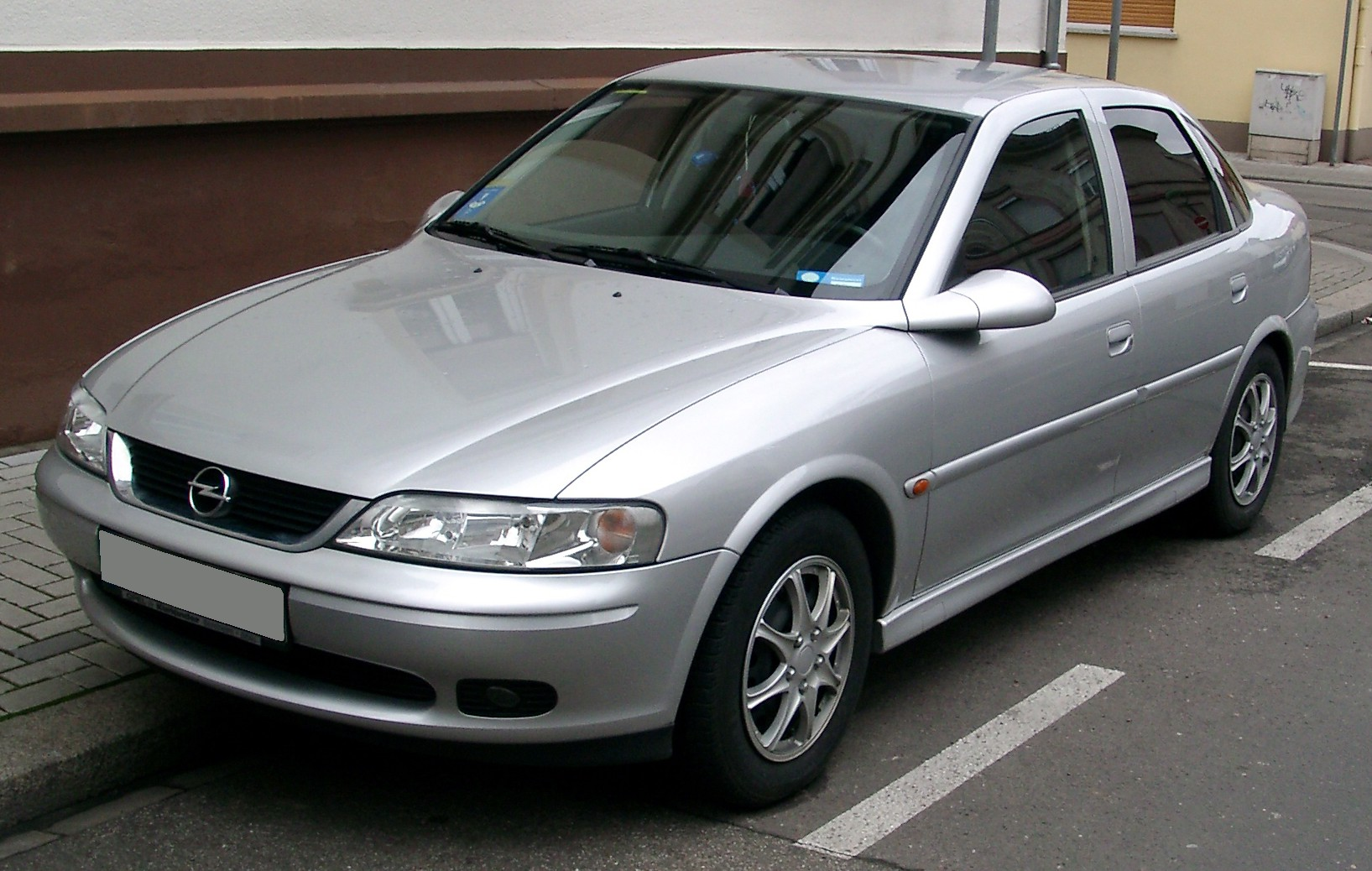
Una Vectra B post-restyling (1999-2002)

Nel 1999 vi fu un leggero restyling che interessò fari anteriori e posteriori, paraurti anteriori (con allargamento della sottile presa d'aria) e posteriori, maniglie porta in tinta, specchietti retrovisori di maggiori dimensioni, cofano bagagli, cruscotto, maniglie porta interne cromate e altri particolari nell'abitacolo. Per quanto riguarda la gamma motori, vi fu l'avvicendamento fra due unità da 1,8 litri: esordì infatti il nuovo propulsore X18XE1 da 1796 cm³ in sostituzione del motore X18XE da 1799 cm³. Pur appartenendo a famiglie di motori diverse (il nuovo alla GM Family I e il precedente alla GM Family II), le due unità mostravano dati prestazionali molto simili. In generale, però, il lavoro di affinamento ha interessato tutti i motori, che arrivarono a essere più leggeri, con meno attriti e con consumi ridotti. Altro lavoro di affinamento fu quello relativo all'ottimizzazione delle sospensioni, che furono rivisitate in funzione di una ancora migliore tenuta di strada.
Nell'agosto del 2000 il motore da 2 litri e 136 CV fu rimpiazzato da una nuova motorizzazione da 2,2 litri e in grado di erogare una potenza massima di 147 CV, mentre il 1.8 venne proposto in una variante rispettosa della normativa Euro IV e con potenza di 125 CV. Inoltre il V6 fu portato da 2,5 a 2,6 litri, ma mantenendo invariata la propria potenza massima a favore dell'erogazione di coppia motrice, che invece migliorò. Nel mese di dicembre dello stesso anno, venne anche immessa sul mercato una motorizzazione a gasolio, anch'essa da 2,2 litri, che andò ad affiancarsi al 2.0 DTI. A differenza di questo, il 2.2 DTI era dotato di turbina a geometria variabile ed erogava una potenza massima di 125 CV (che scendevano a 120 per alcuni mercati esteri).
La produzione della Vectra B cessò all'inizio del 2002.

### Tabella riepilogativa
| Opel Vectra B (1995-02) |             |             |            |                                               |                |                |                    |              |                     |                    |                    |
| Modello                 | Carrozzeria | Motore      | Cilindrata | Alimentazione                                 | Potenza CV/rpm | Coppia Nm/rpm  | Massa a vuoto (kg) | Velocità max | Acceler. 0–100 km/h | Consumo (L/100 km) | Anni di produzione |
| Versioni a benzina      |             |             |            |                                               |                |                |                    |              |                     |                    |                    |
| 1.6                     | Berlina     | 16LZ2       | 1598       | Iniezione elettronica indiretta               | 75/5400        | 120/2200       | 1.170              | 175          | -                   | -                  | 08/1995-08/2000    |
| 1.6                     | Berlina     | X16SZR      | 1598       | Iniezione elettronica indiretta               | 75/5200        | 128/2800       | 1.170              | 175          | 15"5                | 6,6                | 08/1995-08/2000    |
| 1.6 16v                 | Berlina     | X16XEL      | 1598       | Iniezione elettronica indiretta               | 101/6200       | 150/3200       | 1.205              | 188          | 12"5                | 6,8                | 08/1995-08/2000    |
| 1.6 16v                 | SW          | X16XEL      | 1598       | Iniezione elettronica indiretta               | 101/6200       | 150/3200       | 1.245              | 180          | 13"5                | 7                  | 09/1996-08/2000    |
| 1.6 16v                 | Berlina     | Y16XE/Z16XE | 1598       | Iniezione elettronica indiretta               | 101/6000       | 150/3600       | 1.215              | 193          | 12"5                | 7,4                | 08/1995-08/2000    |
| 1.6 16v                 | SW          | Y16XE/Z16XE | 1598       | Iniezione elettronica indiretta               | 101/6000       | 150/3600       | 1.270              | 185          | 13"5                | 7,7                | 09/1996-08/2000    |
| 1.8 16v                 | Berlina     | X18XE       | 1799       | Iniezione elettronica indiretta               | 115/5400       | 170/3600       | 1.245              | 203          | 11"                 | 7,1                | 08/1995-01/1999    |
| 1.8 16v                 | SW          | X18XE       | 1799       | Iniezione elettronica indiretta               | 115/5400       | 170/3600       | 1.285              | 195          | 12"                 | 7,4                | 09/1996-01/1999    |
| 1.8 16v                 | Berlina     | X18XE1      | 1796       | Iniezione elettronica indiretta               | 115/5400       | 170/3400       | 1.260              | 203          | 11"                 | 7,6                | 01/1999-08/2000    |
| 1.8 16v                 | SW          | X18XE1      | 1796       | Iniezione elettronica indiretta               | 115/5400       | 170/3400       | 1.310              | 195          | 12"                 | 7,8                | 01/1999-08/2000    |
| 1.8 16v                 | Berlina     | Z18XE       | 1796       | Iniezione elettronica indiretta               | 125/5600       | 170/3800       | 1.270              | 208          | 10"5                | 7,8                | 08/2000-02/2002    |
| 1.8 16v                 | SW          | Z18XE       | 1796       | Iniezione elettronica indiretta               | 125/5600       | 170/3800       | 1.315              | 200          | 11"                 | 8                  | 08/2000-02/2002    |
| 2.0                     | Berlina     | 20NEJ       | 1998       | Iniezione elettronica indiretta               | 112/5400       | 165/2800       | -                  | 195          | -                   | -                  | 08/1995-08/2000    |
| 2.0                     | SW          | 20NEJ       | 1998       | Iniezione elettronica indiretta               | 112/5400       | 165/2800       | -                  | 190          | -                   | -                  | 09/1996-08/2000    |
| 2.0 16v                 | Berlina     | X20XEV      | 1998       | Iniezione elettronica indiretta               | 136/5600       | 188/3200       | 1.285              | 215          | 10"                 | 7,6                | 08/1995-08/2000    |
| 2.0 16v                 | SW          | X20XEV      | 1998       | Iniezione elettronica indiretta               | 136/5600       | 188/3200       | 1.320              | 207          | 10"5                | 7,9                | 09/1996-08/2000    |
| 2.2 16v                 | Berlina     | Z22SE       | 2198       | Iniezione elettronica indiretta               | 147/5800       | 203/4000       | 1.420              | 218          | 9"5                 | 8,4                | 08/2000-02/2002    |
| 2.2 16v                 | SW          | Z22SE       | 2198       | Iniezione elettronica indiretta               | 147/5800       | 203/4000       | 1.465              | 212          | 10"                 | 8,6                | 08/2000-02/2002    |
| 2.5 V6                  | Berlina     | X25XE       | 2498       | Iniezione elettronica indiretta               | 170/5800       | 230/3200       | 1.370              | 230          | 8"5                 | 8,8                | 08/1995-08/2000    |
| 2.5 V6                  | SW          | X25XE       | 2498       | Iniezione elettronica indiretta               | 170/5800       | 230/3200       | 1.400              | 222          | 9"                  | 9,1                | 09/1996-08/2000    |
| 2.6 V6                  | Berlina     | Y26SE       | 2597       | Iniezione elettronica indiretta               | 170/5800       | 250/3600       | 1.465              | 230          | 8"5                 | 9,7                | 08/2000-02/2002    |
| 2.6 V6                  | SW          | Y26SE       | 2597       | Iniezione elettronica indiretta               | 170/5800       | 250/3600       | 1.510              | 223          | 9"                  | 9,9                | 08/2000-02/2002    |
| Versioni a gasolio      |             |             |            |                                               |                |                |                    |              |                     |                    |                    |
| 1.7 TD                  | Berlina     | X17DT       | 1686       | Turbodiesel iniezione indiretta               | 82/4400        | 168/2400       | 1.260              | 175          | 15"5                | 5,9                | 08/1995-12/1997    |
| 2.0 16v DI              | Berlina     | X20DTL      | 1995       | Turbodiesel iniezione diretta                 | 82/4300        | 185/ 1800-2500 | 1.335              | 178          | 15"5                | 6,7                | 09/1996-08/2000    |
| 2.0 16v DI              | SW          | X20DTL      | 1995       | Turbodiesel iniezione diretta                 | 82/4300        | 185/ 1800-2500 | 1.395              | 170          | 17"                 | 6,7                | 09/1996-08/2000    |
| 2.0 16v DTI             | Berlina     | X20DTH      | 1995       | Turbodiesel iniezione diretta con intercooler | 100/4300       | 205/ 1600-2750 | 1.320              | 195          | 13"                 | 5                  | 08/1997-08/2000    |
| 2.0 16v DTI             | SW          | X20DTH      | 1995       | Turbodiesel iniezione diretta con intercooler | 100/4300       | 205/ 1600-2750 | 1.376              | 187          | 14"                 | 5,5                | 08/1997-08/2000    |
| 2.0 16v DTI             | Berlina     | Y20DTH      | 1995       | Turbodiesel iniezione diretta con intercooler | 100/4300       | 230/ 1950-2500 | 1.320              | 195          | 13"                 | 6                  | 08/2000-02/2002    |
| 2.0 16v DTI             | SW          | Y20DTH      | 1995       | Turbodiesel iniezione diretta con intercooler | 100/4300       | 230/ 1950-2500 | 1.395              | 187          | 14"                 | 6,2                | 08/2000-02/2002    |
| 2.2 16v DTI             | Berlina     | Y22DTR      | 2172       | Turbodiesel iniezione diretta con intercooler | 125/4000       | 270/ 1500-2750 | 1.480              | 207          | 10"5                | 6,5                | 08/2000-02/2002    |
| 2.2 16v DTI             | SW          | Y22DTR      | 2172       | Turbodiesel iniezione diretta con intercooler | 125/4000       | 270/ 1500-2750 | 1.525              | 200          | 11"                 | 6,6                | 08/2000-02/2002    |

### Versioni speciali
La Vectra B è stata anche prodotta in alcune piccole serie speciali con la collaborazione di preparatori da diversi anni partner della casa di Rüsselsheim. Una di queste fu la Vectra i500, realizzata da Irmscher e immessa nel mercato alla fine del 1997. Questo modello montava particolari di carrozzeria ispirati alle vetture che correvano nel campionato di Superturismo (paraurti anteriore e posteriore, minigonne laterali, alettone posteriore, ecc.) e montava una versione rivisitata del V6 da 2,5 litri della normale Vectra V6. Nella interpretazione di Irmscher, questo motore arrivava a erogare una potenza massima di 195 CV. La vettura venne inoltre ribassata di 20 mm nell'assetto, dotata di dischi freno maggiorati (330 mm davanti e 292 mm dietro) e venne prevista con cerchi in lega di alluminio da 17 pollici. All'interno dell'abitacolo trovava posto un nuovo volante sportivo e una plancia con elementi verniciati. La Vectra i500 fu prevista sia con carrozzeria berlina sia con carrozzeria station wagon e venne prodotta fino al mese di agosto del 2000.
Un'altra serie speciale fu la Vectra i30, realizzata per celebrare i trenta anni di vita della Irmscher. Questa serie, che venne fra l'altro prodotta ufficialmente solo in trenta esemplari, montava un 3 litri da 220 CV. Lo stesso motore della i30 venne montato sulla iS3, che era però equipaggiata con cerchi da 18 pollici e prevedeva un abitacolo rivestito in pelle a scelta di diversi colori a seconda dei gusti del committente.

## Vectra C

### Esordio

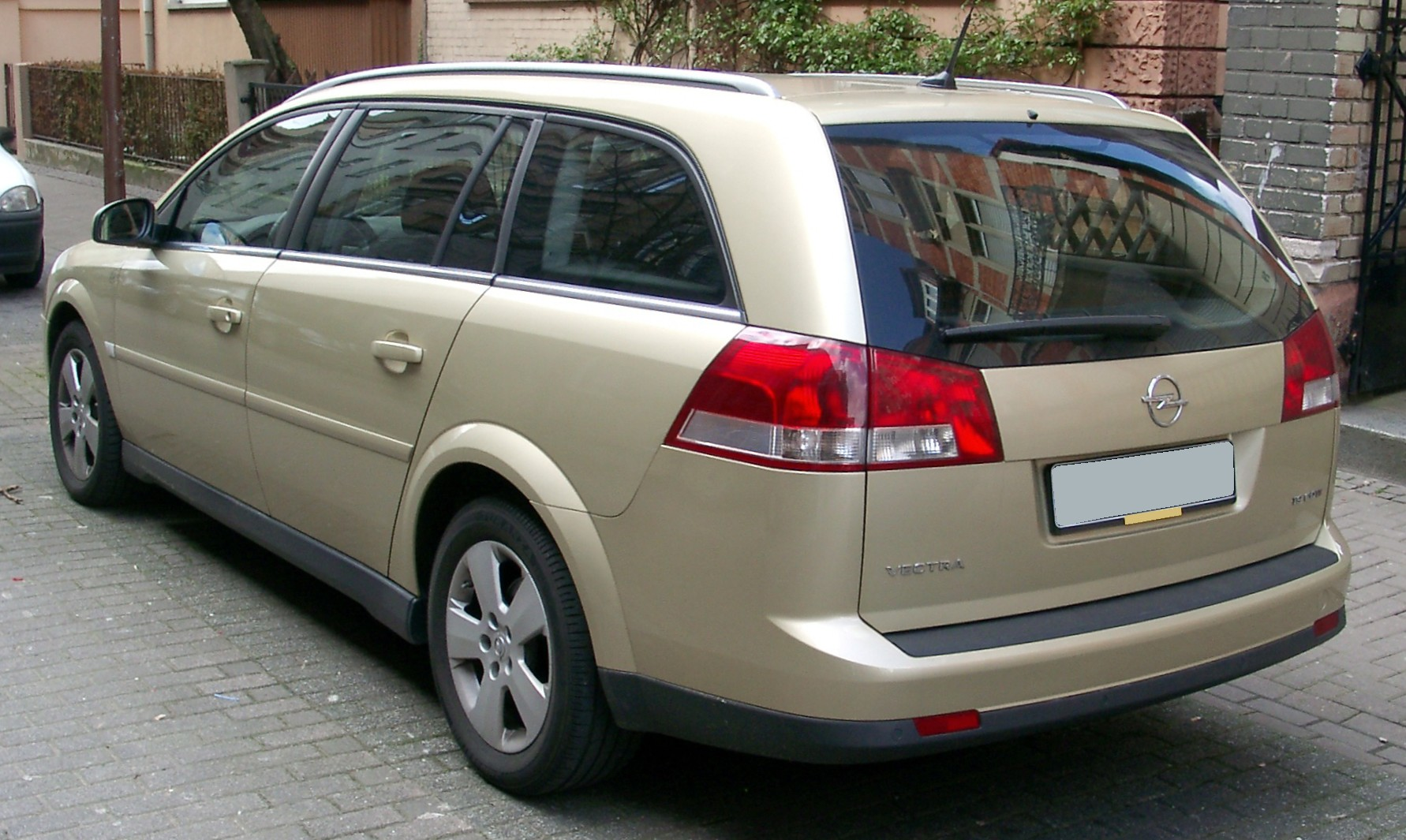
Vista posteriore di una Vectra C SW

Il progetto relativo alla terza generazione della Vectra venne avviato non molto tempo dopo il lancio della seconda generazione. Secondo le specifiche dettate dalla dirigenza GM, la vettura avrebbe dovuto sfruttare un nuovo pianale che avrebbe dovuto essere utilizzato anche per altri modelli del colosso statunitense. Tale pianale impose fra l'altro anche un significativo aumento delle dimensioni della vettura rispetto alle due generazioni precedenti di Vectra: ciò avrebbe favorito prima di tutto l'abitabilità interna, andando così a eliminare tutte le pecche riguardanti lo spazio a bordo, che era già di buon livello anche su Vectra A e Vectra B, ma che specialmente nei posti dietro poteva essere migliorato. Nell'inverno del 2000 (gennaio e febbraio) i primi muletti cominciarono a essere testati su strada, mentre secondo i programmi del gruppo General Motors si stabilì che dal pianale della nuova Vectra sarebbe nata anche la terza generazione della Omega. Solo un anno dopo si decise di cancellare questa possibilità, sia per la delicata situazione finanziaria (il gruppo GM aveva appena stipulato un'alleanza industriale con il gruppo Fiat, con tutti gli ingenti investimenti del caso), sia perché le dimensioni sensibilmente aumentate della Vectra stessa avrebbero permesso di sostituire in un colpo solo sia la Vectra B sia la Omega B.
Le prime foto ufficiali vennero diffuse dalla casa di Rüsselsheim nell'ottobre del 2001, mentre la presentazione ufficiale della vettura al pubblico avvenne al Salone di Ginevra del 2002. Nacque così la Vectra C, terza e ultima generazione della Vectra. La sua realizzazione comportò investimenti assai ingenti, nell'ordine dei 4,8 miliardi di euro, parte dei quali destinati al rinnovamento dello stabilimento di Rüsselsheim e all'aumento della sua capacità produttiva, che venne innalzata a 270 000 vetture l'anno.

### Design esterno e interno
Il sostanzioso aumento degli ingombri esterni della Vectra C fu chiaramente percepibile fin dalla prima occhiata: il nuovo modello di casa Opel era infatti cresciuto di ben 13 cm rispetto alla Vectra B. Naturalmente l'aumento degli ingombri esterni non fu l'unica novità portata dalla Vectra C, inizialmente disponibile nella sola configurazione berlina a tre volumi e a quattro porte. A cambiare radicalmente fu anche lo stile, molto più spigoloso che in precedenza e ispirato a quello della concept Signum presentata a Francoforte nel 2001. Specialmente nel frontale, dominato dai grandi gruppi ottici di forma quadrangolare, ma dal disegno più arcuato sul lato superiore degli stessi. Completavano il disegno della zona anteriore una calandra non molto grande e tagliata orizzontalmente in due da un listello recante il logo Opel, e un paraurti a tre prese d'aria. La vista laterale permetteva di notare l'elevata altezza della linea di cintura, nonché la modanatura paracolpi che prendeva origine all'altezza dell'indicatore di direzione laterale, mentre la zona posteriore esasperava ancora di più il concetto di stile spigoloso: la sommità dello specchio di coda era leggermente piegata all'indietro rispetto al generale andamento verticale, andando così a simulare una sorta di piccolo spoiler appena accennato e integrato nello sportello del portabagagli. Il disegno dei gruppi ottici, di forma trapezoidale netta e affilata, riprendevano l'angolatura nella zona superiore della coda, alla cui altezza erano posizionati gli indicatori di direzione. La parte inferiore dello sportello del portabagagli era invece attraversata da una sottile fascia cromata a tutta larghezza, che idealmente proseguiva alle due estremità dello specchio grazie al disegno delle luci di retromarcia a sviluppo orizzontale e di pari larghezza. Per limitare l'altezza della soglia di carico, il paraurti posteriore, anch'esso piuttosto spigoloso, era munito di un ampio incavo in cui risiedeva la battuta dello sportello posteriore.
L'aumento delle dimensioni della Vectra diede i suoi frutti anche sul fronte dell'abitabilità, grazie anche al passo cresciuto di 6 centimetri che fece sentire i suoi effetti soprattutto nella zona posteriore. Il posto guida della Vectra C era piuttosto sobrio e convenzionale nella linea, con un cruscotto coperto da una piccola palpebra "a virgola" e recante una strumentazione dal nuovo disegno, in realtà più conforme agli standard abituali presenti nella maggior parte delle auto, giacché nella sua semplicità comprendeva il tachimetro a destra, il contagiri a sinistra e ai lati rispettivamente l'indicatore del livello carburante e della temperatura dell'acqua. La console centrale era dominata dal display per la visualizzazione dei dati relativi al computer di bordo, all'impianto Hi-Fi e al navigatore satellitare, disponibile a richiesta. Il bagagliaio aveva una capacità di 500 litri, ampliabili mediante l'abbattimento, anche asimmetrico, dello schienale posteriore, visto che la Vectra C annoverava questa caratteristica nonostante si trattasse di una berlina a tre volumi e quattro porte, un genere di vetture tipicamente sprovvista di bagagliaio comunicante con l'abitacolo.

### Struttura, meccanica e motori
La base meccanica su cui nasceva la Vectra C era la cosiddetta piattaforma Epsilon che avrebbe in seguito dato i natali anche ad altri modelli del gruppo GM, come la Saab 9-3 e la Cadillac BLS, oppure del gruppo Fiat come la Croma. L'architettura meccanica della Vectra C era sempre a montare anteriore trasversale e a trazione anteriore. La scocca era stata realizzata facendo uso di acciai altoresistenziali (il 52% in più rispetto alla Vectra B), oltre che di leghe di alluminio e di magnesio per rendere più leggera possibile la struttura di base a fronte dell'aumento delle dimensioni. Non solo, ma proprio grazie agli acciai altoresistenziali questa struttura venne anche notevolmente irrigidita per incrementare il livello di rigidezza torsionale, che in questa vettura venne aumentata di ben il 74%, e la rigidezza flessionale che nella Vectra C risultava maggiore del 62% rispetto a prima. Per conferire la necessaria rigidezza alla cella abitativa, si impiegò una particolare lega di acciaio e boro per il montante centrale. Grazie all'utilizzo di tale materiale, questo montante riusciva da solo a essere fino a cinque volte più rigido del montante centrale della Vectra B. L'utilizzo di acciai altoresistenziali permetteva inoltre di utilizzare lamierati più sottili, quindi più leggeri, e senza contare che alcune strutture di sostegno, come quella della plancia, erano realizzate anch'esse in lega di magnesio.
Una novità significativa fu l'ampliamento delle funzionalità dell'elettronica di bordo, che venne quindi destinata a migliorare il comfort durante il viaggio, ma anche il livello di sicurezza attiva della vettura. Vale quindi la pena citare il cosiddetto Interactive Driving System, un sistema elettronico che andava a controllare contemporaneamente lo sterzo (del tipo a cremagliera) e il suo servocomando elettroidraulico, l'ABS, l'ESP (che in caso di necessità andava simultaneamente a frenare tre ruote anziché solo la posteriore interna), il ripartitore di frenata, il CBC (un dispositivo di controllo della frenata in curva) e il controllo di trazione.
Il comparto sospensivo della Vectra C era una profonda evoluzione di quello visto nella precedente Vectra: stessi schemi ma con geometrie riviste e nuovi materiali utilizzati. All'avantreno si ritrovava quindi il classico schema MacPherson mentre al retrotreno venne confermata la soluzione multilink a quattro bracci (tre trasversali e uno longitudinale), ma per entrambi gli assi venne fatto uso anche qui di materiali leggeri, alluminio in primis, in modo da alleggerire le strutture sospensive. Laddove fosse stato impossibile ricorrere a materiali leggeri, come nel caso delle barre stabilizzatrici, queste erano cave per ottenere comunque un risparmio di peso non indifferente. L'avantreno in particolare era montato su un telaietto ausiliario, che a sua volta utilizzava dei cuscinetti idraulici per collegarsi alla scocca, mentre il retrotreno venne realizzato in modo da risultare poco ingombrante e avvantaggiare così la capacità del bagagliaio. L'impianto frenante era a quattro dischi di cui quelli anteriori autoventilanti ed era corredato di una valvola di immissione a flusso ottimizzato che aiutava a generare la massima forza frenante nel minor tempo possibile in caso di frenata d'emergenza.
Al suo esordio la Vectra C venne proposta solo in due motorizzazioni a benzina:
- 1.8 16v: motore Z18XE da 1796 cm³ con potenza massima di 122 CV;
- 2.2 16v: motore Z22SE da 2198 cm³ con potenza massima di 147 CV.

Per entrambe queste motorizzazioni, il cambio era di tipo manuale a cinque marce.

### Evoluzione della gammaVectra C

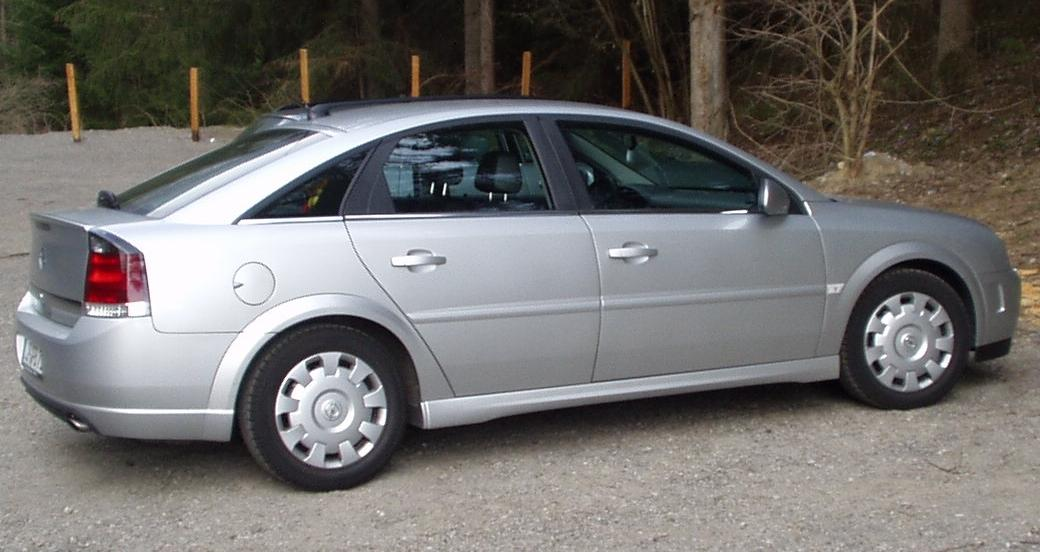
Vectra GTS, versione a due volumi e mezzo

Il primo aggiornamento alla gamma della Vectra C fu rappresentato dall'arrivo delle motorizzazioni a gasolio. Queste motorizzazioni entrarono in gamma nel luglio 2002 e furono le unità turbodiesel a iniezione diretta (ancora senza Common rail) da 2 e 2,2 litri già montati anche nella Vectra B e con potenza di 101 e 125 CV. Contemporaneamente ai motori a gasolio fece il suo esordio anche la motorizzazione di punta, un V6 da 3,2 litri e 211 CV di potenza massima. Nel settembre dello stesso anno, esordì la versione a due volumi e mezzo e a cinque porte, denominata Vectra GTS e prevista in tutte le motorizzazioni della berlina a quattro porte, tranne il 2 litri diesel.
Nella primavera del 2003 la gamma si ampliò ulteriormente con l'arrivo del 2 litri turbo a benzina da 175 CV, mentre in agosto venne introdotta la motorizzazione top fra quelle Diesel, ossia il 3 litri V6 Y30DT di origine Isuzu da 177 CV di potenza massima, primo motore Common rail a equipaggiare una Vectra. Il tempo di arrivare a Francoforte per il Salone dell'Automobile e venne presentata al pubblico la Vectra Caravan, che a seconda dei mercati poteva anche in questo caso cambiare denominazione in Vectra SW. Tale versione era caratterizzata dal passo allungato di 13 cm per ottenere maggior spazio a bordo e ovviamente dall'ampio bagagliaio da 530 litri ampliabile a 1 850 litri grazie all'abbattimento del divano posteriore. La Vectra SW, molto importante per le vendite della gamma Vectra, era prevista in tutte le motorizzazioni della berlina a 4 porte, compreso il 2 litri Diesel da 101 CV. A parte il voluminoso posteriore, l'unica altra novità stilistica introdotta da questo modello furono i gruppi ottici posteriori a sviluppo orizzontale.
Il primo avvicendamento fra motori si ebbe nel marzo del 2004 quando il 2 litri Diesel da 101 CV venne sostituito dal più brillante motore 1.9 CDTI, anch'esso Common rail come il 3 litri CDTI di punta, sviluppato in collaborazione con la Fiat e destinato a essere montato anche su numerosi altri modelli appartenenti ai due gruppi industriali. Nella sua variante meno potente tale motore era in grado di erogare 120 CV, ma lo stesso motore venne contemporaneamente proposto nella gamma Vectra C anche con testata a 16 valvole e potenza massima di 150 CV. Indipendentemente dalla potenza erogata, il cambio previsto era un inedito manuale a sei marce. Sempre nella stessa occasione, il motore a benzina da 2,2 litri venne pensionato in favore di un altro motore di pari cilindrata. Questo motore, che in realtà aveva già esordito alcuni mesi prima, era realizzato sempre sulla medesima base del motore uscente, ma era dotato di iniezione diretta ed era in grado di erogare fino a 155 CV di potenza massima. Nell'agosto dello stesso anno, in alcuni mercati venne introdotta una nuova motorizzazione di accesso alla gamma, costituita dal 1.6 litri da 101 CV. Tale motore non venne previsto che nella sola configurazione berlina (sia a quattro sia a cinque porte). Intanto, la presenza in gamma del 1.9 CDTI da 120 CV si ripercosse pesantemente sulle vendite del motore 2,2 DTI da 125 CV, più oneroso come costi di esercizio e solo appena più potente. Pertanto, nel mese di novembre del 2004, tale motorizzazione venne cancellata dal listino. Sempre nel 2004 l'auto fu dotata della tecnologia Adaptive forward lighting per regolare la direzione dei fari.

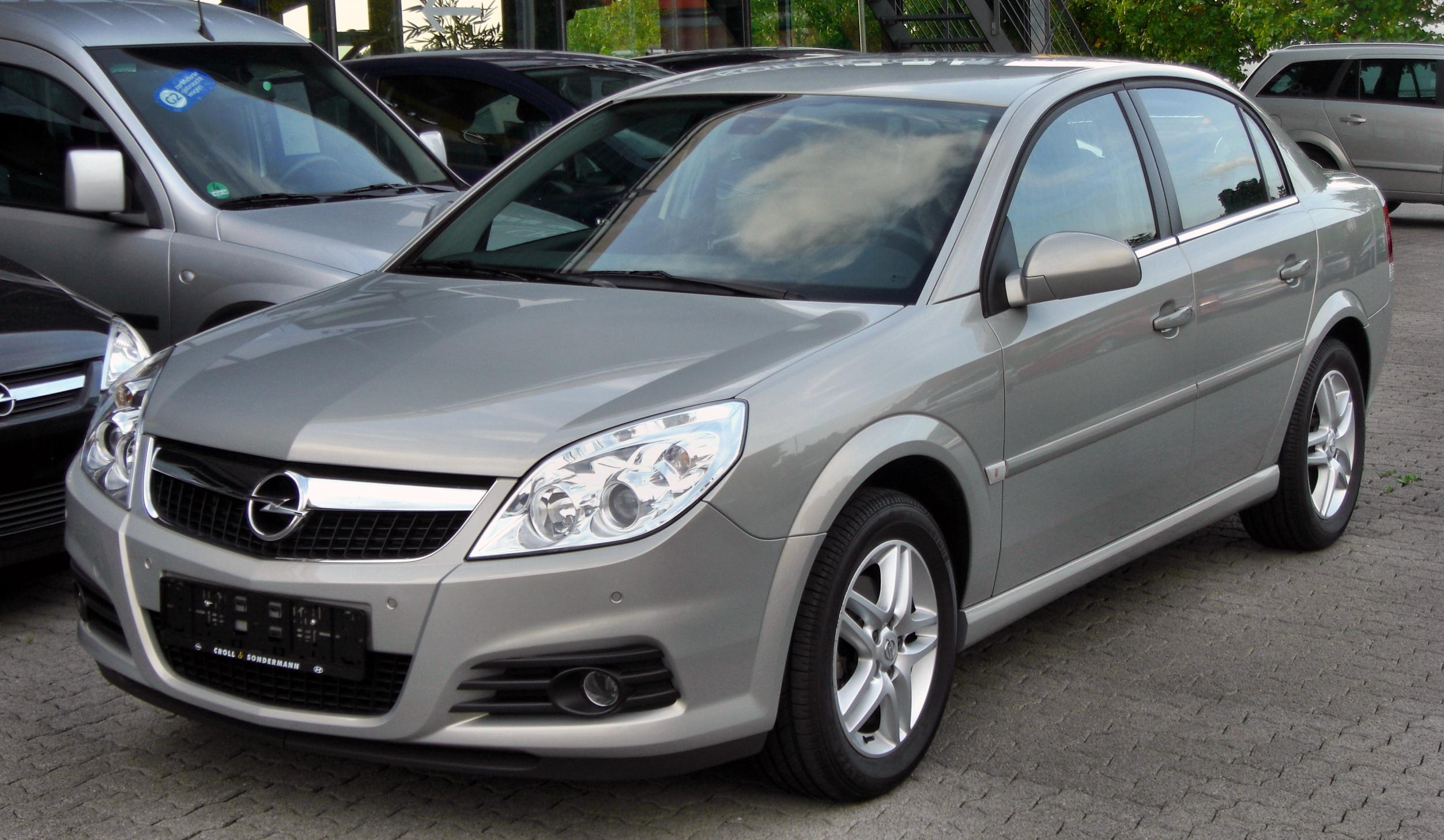
Vista frontale di una Vectra C dopo il restyling del giugno 2005

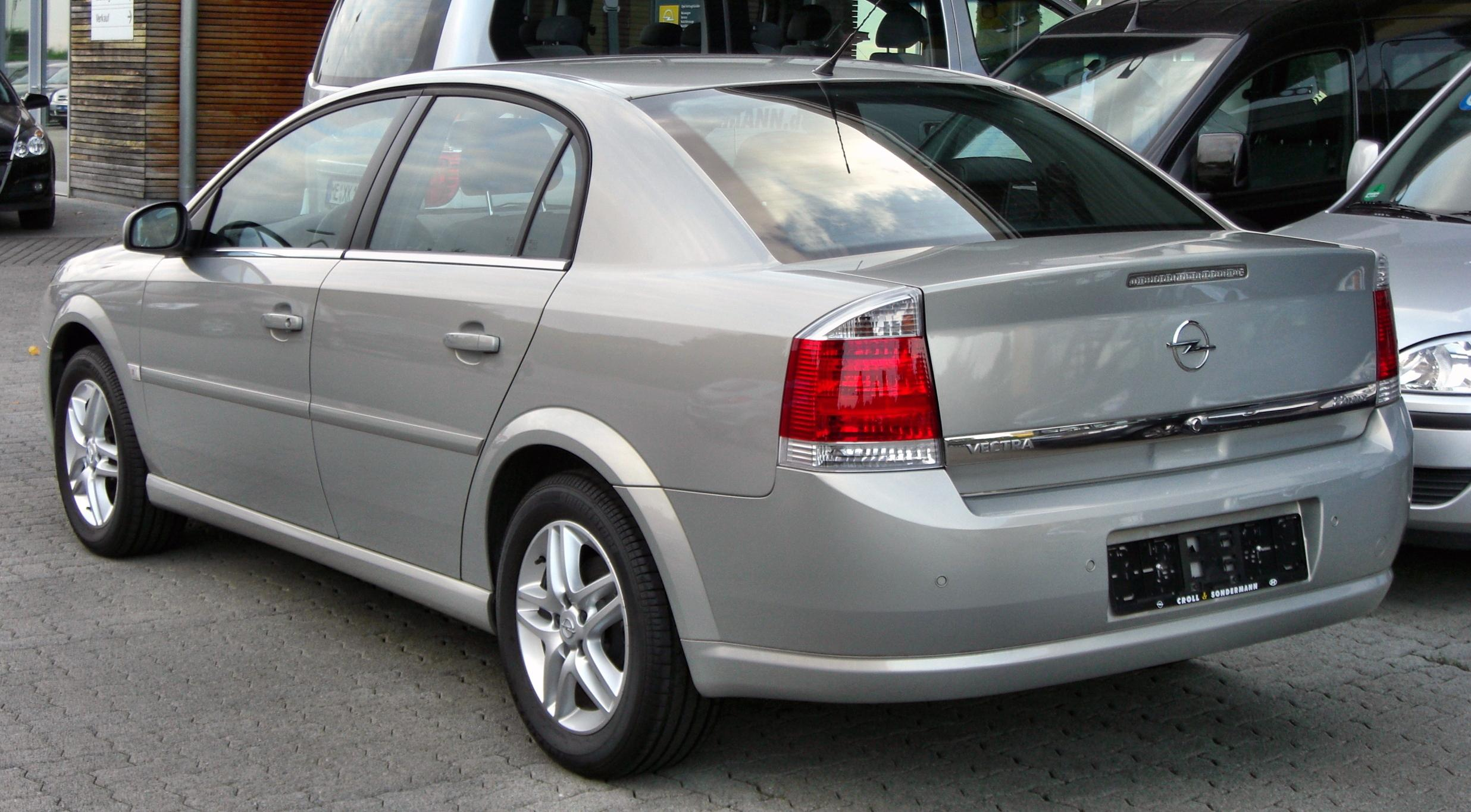
Retro Vectra restyling

Un anno dopo, nel giugno 2005, vi fu il restyling di mezza età: l'aggiornamento stilistico interessò in particolare il frontale, che venne ridisegnato in modo da integrarsi con il contemporaneo corso stilistico Opel e in particolare con l'Astra H, introdotta l'anno prima e dotata di uno stile più moderno. A cambiare furono i gruppi ottici, ora più appuntiti e avvolgenti, ma anche la calandra, più grande e attraversata da una barra cromata che riprendeva nello stile quella già utilizzata appunto per l'Astra. Inoltre, il paraurti venne ridisegnato per sfoggiare stavolta due prese d'aria laterali più grandi e dal disegno più grintoso. Internamente cambiarono solo i rivestimenti e le finiture, mentre comparvero nuovi inserti in radica o in alluminio. Per quanto riguarda i motori, le novità furono numerose e così riassumibili:
- il motore 1.6, nei mercati in cui era previsto, ricevette i collettori di aspirazione a lunghezza variabile e guadagnò alcuni CV di potenza portandosi a un massimo di 105 CV ed estendendo la sua disponibilità anche alla versione station wagon;
- il 1.8 venne a sua volta rivisitato, reso più rigido e leggero e portato a 140 CV di potenza massima;
- il V6 da 3,2 litri e 211 CV venne pensionato in favore di un altro V6, questa volta da 2,8 litri e sovralimentato mediante turbocompressore, con potenza massima di 230 CV;
- fra i Diesel, il 1.9 CDTI venne proposto anche con potenza massima di 101 CV;
- sul fronte opposto, il 3 litri CDTI venne portato da 177 a 184 CV.

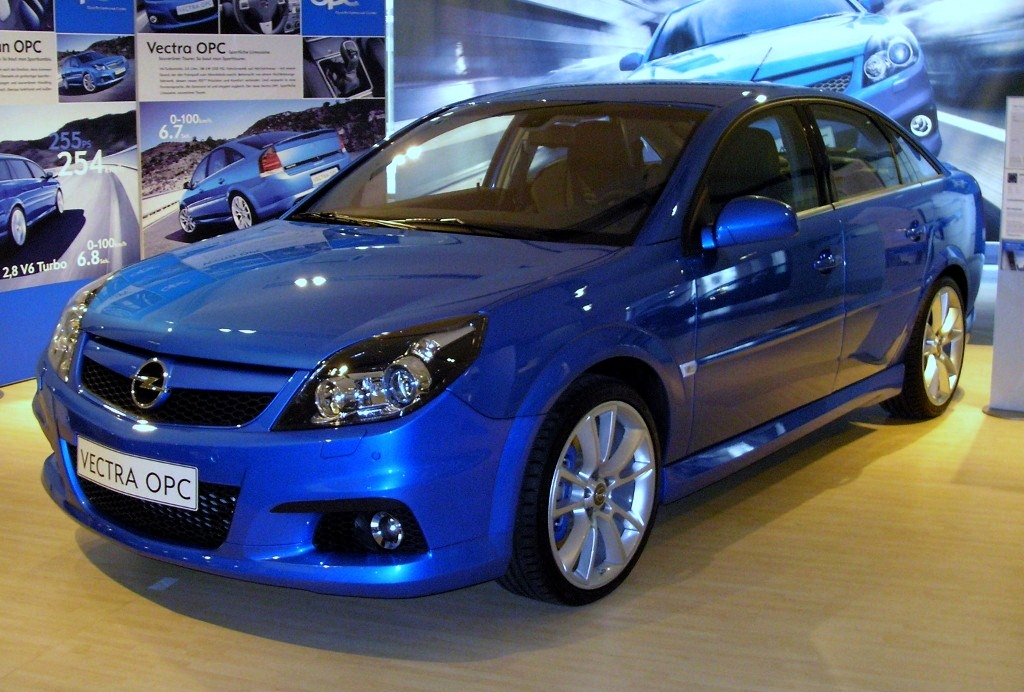
Una Vectra 2.8 Turbo OPC

Appena due mesi dopo l'introduzione del restyling, partì anche la produzione della Vectra OPC, nuova top di gamma prevista solo come berlina a due volumi e mezzo o station wagon ed equipaggiata anch'essa con un V6 Turbo da 2,8 litri, ma rivisto dai tecnici della OPC (Opel Performance Center), il reparto sportivo della casa di Rüsselsheim. In tale configurazione la vettura riusciva a erogare 255 CV di potenza massima e fra le altre caratteristiche annoverava appendici aerodinamiche più vistose, cerchi in lega da 18 pollici dal disegno specifico e particolarmente sportivo, terminali di scarico trapezoidali e una specifica verniciatura color blu brillante metallizzato. La vettura montava anch'essa, come la meno potente 2.8 Turbo, un cambio manuale a sei marce. E inoltre, nella Vectra OPC erano montati dischi freno da 345 mm all'avantreno e da 292 mm al retrotreno, più il sistema CDC per il controllo elettronico continuo e costante degli ammortizzatori in funzione delle condizioni della strada. Con queste caratteristiche, la Vectra OPC scattava da 0 a 100 km/h in 6"7 fermando il tachimetro a 260 km/h. L'abitacolo venne inoltre dotato di sedili sportivi Recaro, volante sportivo e una strumentazione specifica.
Da qui cominciò la parabola discendente della carriera commerciale della Vectra C, con diverse versioni che gradualmente scomparvero dai listini, a volte limitatamente ad alcuni mercati, altre volte del tutto. Durante il 2006, comunque, vi fu ancora tempo per alcune novità al vertice della gamma, dove la 2.8 Turbo venne rivisitata e il suo motore salì da 230 a 250 CV di potenza massima. Analogamente, nel mese di giugno i tecnici OPC misero nuovamente mano alla versione omonima, e la potenza massima salì a 280 CV.
Alla fine del 2007, il 1.8 da 140 CV venne tolto dalla maggior parte dei mercati europei, salvo alcuni, tra cui l'Italia. La produzione della Vectra C terminò nel luglio del 2008: la sua eredità verrà ripresa subito dopo dalla Insignia, che andrà a sostituire fra l'altro anche la Signum, basata sempre su meccanica della Vectra C.

### Tabella riepilogativa
Tra parentesi vi sono i dati relativi alle versioni station wagon, laddove previste
| Opel Vectra C (2002-08) |               |        |            |                                                     |                |                |                 |                    |              |                     |                    |                    |
| Modello                 | Carrozzeria   | Motore | Cilindrata | Alimentazione                                       | Potenza CV/rpm | Coppia Nm/rpm  | Cambio/Nº marce | Massa a vuoto (kg) | Velocità max | Acceler. 0–100 km/h | Consumo (L/100 km) | Anni di produzione |
| Versioni a benzina      |               |        |            |                                                     |                |                |                 |                    |              |                     |                    |                    |
| 1.6 16v                 | Berlina 4p/5p | Z16XE  | 1598       | Iniezione indiretta                                 | 101/6000       | 150/3600       | Manuale 5 marce | 1.285              | 192          | 12"5                | 7,2                | 08/2004-05/2005    |
| 1.6 16v                 | Berlina 4p/5p | Z16XEP | 1598       | Iniezione indiretta                                 | 105/6000       | 150/3900       | Manuale 5 marce | 1.320              | 194          | 12"6                | 6,8                | 06/2005-07/2008    |
| 1.6 16v                 | SW            | Z16XEP | 1598       | Iniezione indiretta                                 | 105/6000       | 150/3900       | Manuale 5 marce | 1.400              | 190          | 13"7                | 7,1                | 06/2005-07/2008    |
| 1.8 16v                 | Berlina 4p/5p | Z18XE  | 1796       | Iniezione indiretta                                 | 122/6000       | 167/3800       | Manuale 5 marce | 1.300              | 205          | 11"2                | 7,6                | 03/2002-05/2005    |
| 1.8 16v                 | Berlina 4p/5p | Z18XER | 1796       | Iniezione indiretta                                 | 140/6300       | 175/3800       | Manuale 5 marce | 1.300              | 210          | 10"7                | 7,2                | 06/2005-07/2008    |
| 1.8 16v                 | SW            | Z18XE  | 1796       | Iniezione indiretta                                 | 122/6000       | 167/3800       | Manuale 5 marce | 1.395              | 199          | 12"1                | 7,9                | 10/2003-05/2005    |
| 1.8 16v                 | SW            | Z18XER | 1796       | Iniezione indiretta                                 | 140/6300       | 175/3800       | Manuale 5 marce | 1.400              | 209          | 11"2                | 7,7                | 06/2005-07/2008    |
| 2.0 16v Turbo           | Berlina 4p/5p | Z20NET | 1998       | Iniezione indiretta, turbocompressore e intercooler | 175/5500       | 265/ 2500-3800 | Manuale 5 marce | 1.410              | 230          | 9"1                 | 8,6                | 04/2003-07/2008    |
| 2.0 16v Turbo           | SW            | Z20NET | 1998       | Iniezione indiretta, turbocompressore e intercooler | 175/5500       | 265/ 2500-3800 | Manuale 5 marce | 1.510              | 222          | 9"4                 | 8,8                | 10/2003-07/2008    |
| 2.2 16v                 | Berlina 4p/5p | Z22SE  | 2198       | Iniezione indiretta                                 | 147/5600       | 203/4000       | Manuale 5 marce | 1.370              | 216          | 10"2                | 8,6                | 03/2002-03/2004    |
| 2.2 16v                 | Berlina 4p/5p | Z22YH  | 2198       | Iniezione diretta                                   | 155/5600       | 220/3800       | Manuale 5 marce | 1.360              | 218          | 9"6                 | 7,7                | 10/2003-03/2004    |
| 2.2 16v                 | SW            | Z22YH  | 2198       | Iniezione diretta                                   | 155/5600       | 220/3800       | Manuale 5 marce | 1.475              | 212          | 10"1                | 8,1                | 10/2003-03/2004    |
| 2.8 V6 Turbo            | Berlina 4p/5p | Z28NEL | 2792       | Iniezione indiretta, turbocompressore e intercooler | 230/5500       | 330/ 1800-4500 | Manuale 6 marce | 1.480              | 250          | 7"4                 | 10,3               | 06/2005-06/2006    |
| 2.8 V6 Turbo            | Berlina 4p/5p | Z28NET | 2792       | Iniezione indiretta, turbocompressore e intercooler | 250/5500       | 350/ 1800-4500 | Manuale 6 marce | 1.480              | 250          | 6"9                 | 10,3               | 06/2006-07/2008    |
| 2.8 V6 Turbo            | SW            | Z28NEL | 2792       | Iniezione indiretta, turbocompressore e intercooler | 230/5500       | 330/ 1800-4500 | Manuale 6 marce | 1.538              | 244          | 7"6                 | 10,4               | 06/2005-06/2006    |
| 2.8 V6 Turbo            | SW            | Z28NET | 2792       | Iniezione indiretta, turbocompressore e intercooler | 250/5500       | 350/ 1800-4500 | Manuale 6 marce | 1.538              | 250          | 7"1                 | 10,4               | 06/2006-07/2008    |
| 2.8 V6 Turbo OPC        | Berlina 5p    | Z28NET | 2792       | Iniezione indiretta, turbocompressore e intercooler | 255/5500       | 355/ 1800-4500 | Manuale 6 marce | 1.505              | 260          | 6"7                 | 10,4               | 06/2005-06/2006    |
| 2.8 V6 Turbo OPC        | Berlina 5p    | Z28NEH | 2792       | Iniezione indiretta, turbocompressore e intercooler | 280/5500       | 355/ 1800-4500 | Manuale 6 marce | 1.505              | 250          | 6"3                 | 10,4               | 06/2006-07/2008    |
| 2.8 V6 Turbo OPC        | SW            | Z28NET | 2792       | Iniezione indiretta, turbocompressore e intercooler | 255/5500       | 355/ 1800-4500 | Manuale 6 marce | 1.570              | 254          | 6"9                 | 10,5               | 06/2005-06/2006    |
| 2.8 V6 Turbo OPC        | SW            | Z28NEH | 2792       | Iniezione indiretta, turbocompressore e intercooler | 280/5500       | 355/ 1800-4500 | Manuale 6 marce | 1.570              | 250          | 6"5                 | 10,5               | 06/2006-07/2008    |
| 3.2 V6                  | Berlina 4p/5p | Z32SE  | 3175       | Iniezione indiretta                                 | 211/6200       | 300/4000       | Manuale 5 marce | 1.428              | 248          | 7"7                 | 9,8                | 07/2002-05/2005    |
| 3.2 V6                  | SW            | Z32SE  | 3175       | Iniezione indiretta                                 | 211/6200       | 300/4000       | Manuale 5 marce | 1.550              | 239          | 8"1                 | 10,1               | 07/2002-05/2005    |
| Versioni a gasolio      |               |        |            |                                                     |                |                |                 |                    |              |                     |                    |                    |
| 1.9 CDTI                | Berlina 4p/5p | Z19DTL | 1910       | Turbodiesel iniezione diretta common rail           | 100/ 3500-4000 | 260/ 1700-2500 | Manuale 6 marce | 1.443              | 185          | 13"1                | 5,7                | 06/2005-07/2008    |
| 1.9 CDTI                | Berlina 4p/5p | Z19DT  | 1910       | Turbodiesel iniezione diretta common rail           | 120/ 3500-4000 | 280/ 2000-2750 | Manuale 6 marce | 1.428              | 200          | 11"5                | 5,7                | 03/2004-07/2008    |
| 1.9 CDTI                | SW            | Z19DTL | 1910       | Turbodiesel iniezione diretta common rail           | 100/ 3500-4000 | 260/ 1700-2500 | Manuale 6 marce | 1.510              | 182          | 13"7                | 5,9                | 06/2005-07/2008    |
| 1.9 CDTI                | SW            | Z19DT  | 1910       | Turbodiesel iniezione diretta common rail           | 120/ 3500-4000 | 280/ 2000-2750 | Manuale 6 marce | 1.530              | 195          | 12"2                | 6                  | 03/2004-07/2008    |
| 1.9 16v CDTI            | Berlina 4p/5p | Z19DTH | 1910       | Turbodiesel iniezione diretta common rail           | 150/4000       | 320/ 2000-2750 | Manuale 6 marce | 1.428              | 217          | 9"8                 | 5,8                | 03/2004-07/2008    |
| 1.9 16v CDTI            | SW            | Z19DTH | 1910       | Turbodiesel iniezione diretta common rail           | 150/4000       | 320/ 2000-2750 | Manuale 6 marce | 1.530              | 210          | 10"5                | 6,1                | 03/2004-07/2008    |
| 2.0 DTI                 | Berlina 4p/5p | Y20DTH | 1995       | Turbodiesel iniezione diretta                       | 101/4000       | 230/ 1500-2500 | Manuale 5 marce | 1.415              | 192          | 13"                 | 5,6                | 03/2002-03/2004    |
| 2.0 DTI                 | SW            | Y20DTH | 1995       | Turbodiesel iniezione diretta                       | 101/4000       | 230/ 1500-2500 | Manuale 5 marce | 1.505              | 186          | 13"9                | 5,9                | 10/2003-03/2004    |
| 2.2 DTI                 | Berlina 4p/5p | Y22DTR | 2172       | Turbodiesel iniezione diretta                       | 125/4000       | 280/ 1500-2750 | Manuale 5 marce | 1.430              | 206          | 10"8                | 6                  | 07/2002-11/2004    |
| 2.2 DTI                 | SW            | Y22DTR | 2172       | Turbodiesel iniezione diretta                       | 125/4000       | 280/ 1500-2750 | Manuale 5 marce | 1.545              | 202          | 11"1                | 10,4               | 10/2002-11/2004    |
| 3.0 V6 CDTI             | Berlina 4p/5p | Y30DT  | 2958       | Turbodiesel iniezione diretta common rail           | 177/4000       | 370/ 1900-2800 | Manuale 6 marce | 1.528              | 226          | 9"3                 | 7,1                | 08/2003-05/2005    |
| 3.0 V6 CDTI             | Berlina 4p/5p | Z30DT  | 2958       | Turbodiesel iniezione diretta common rail           | 184/4000       | 400/ 1900-2700 | Manuale 6 marce | 1.538              | 227          | 9"3                 | 6,9                | 06/2005-07/2008    |
| 3.0 V6 CDTI             | SW            | Y30DT  | 2958       | Turbodiesel iniezione diretta common rail           | 177/4000       | 370/ 1900-2800 | Manuale 6 marce | 1.630              | 222          | 9"8                 | 7,3                | 08/2003-05/2005    |
| 3.0 V6 CDTI             | SW            | Z30DT  | 2958       | Turbodiesel iniezione diretta common rail           | 184/4000       | 400/ 1900-2700 | Manuale 6 marce | 1.610              | 222          | 9"7                 | 6,9                | 06/2005-07/2008    |

## Sicurezza automobilistica
La Vectra è stata sottoposta in tutte le sue serie ai crash test dell'Euro NCAP ed è stata valutata sotto il punto di vista della sicurezza automobilistica con 2.5 stelle per la prima versione nel 1997, 3 stelle per la seconda versione nel 2001 e 4 stelle nel 2002 per la terza e ultima versione.

## Le altre Vectra

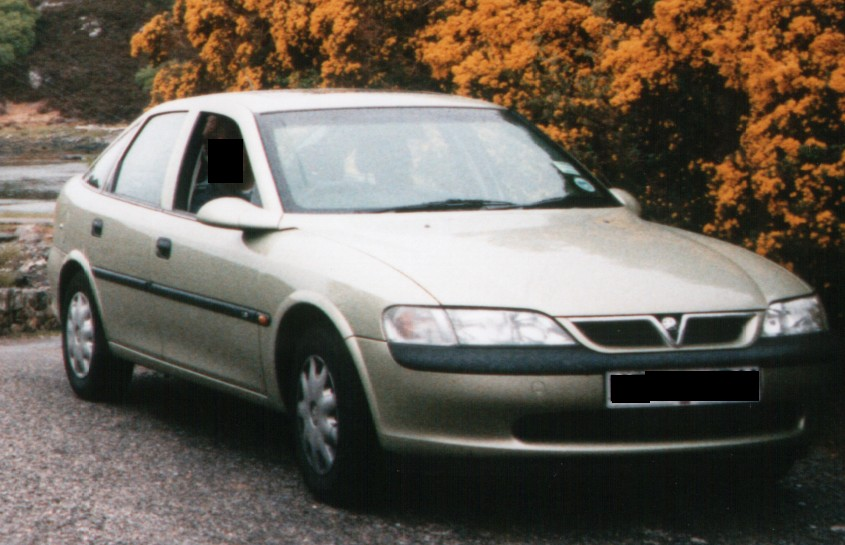
Una Vauxhall Vectra

La prima serie era venduta in Gran Bretagna e Irlanda col nome di Vauxhall Cavalier, nome mutuato dalla sua antenata. Con il lancio della Vectra B, nel 1995, ne fu uniformato il nome, divenendo quindi Vauxhall Vectra. In Irlanda invece, dal 1992, GM aveva deciso di sopprimere il marchio Vauxhall in favore di quello Opel.
La Vectra fu venduta anche in Oceania come Holden Vectra (dove sostituì la Holden Apollo, basata sulla Toyota Camry V20 e VX10 e prodotta dal 1987 al 1996 tramite la joint-venture UAAI, stipulata con il costruttore giapponese) e in Sudamerica come Chevrolet Vectra (fa eccezione il Brasile dove come "Vectra" viene commercializzata l'Astra a tre volumi, seppur con un suo frontale specifico ed esclusivo, differente dalla versione europea). Questi tre modelli differivano fra loro praticamente solo per lo stemma sulla calandra. In ogni caso la Chevrolet Vectra sudamericana fu anche commercializzata in una nuova generazione che corrispondeva alla prima generazione della Insignia europea. Ben più simile alla Vectra europea fu la Saturn Aura, prodotta dal 2006 al 2009.

## Attività sportiva

### DTM
Della Opel Vectra C, nel 2004, è stata creata una versione da competizione, denominata GTS V8, predisposta per competere nel Deutsche Tourenwagen Masters. La vettura presenta un propulsore longitudinale aspirato naturalmente 4 litri DOHC V8 a 90° dalla potenza di 476 CV gestita tramite un cambio sequenziale a sei marce.